# Брабант (провинция)
Браба́нт (нидерл. и валлон. Brabant) — ныне упразднённая провинция в географическом центре королевства Бельгия.
Административным центром провинции был Брюссель. Площадь составляла 3358 км², население — около 2 283 000 человек (на конец 1994 года). Брабант был единственной провинцией в стране, которая распространялась на все 3 языковых региона.

## Предыстория
По Вестфальскому миру (1648) северная часть герцогства Брабант вошла в состав Республики Соединённых провинций, а над оставшейся (за которой закрепилось название Королевский Брабант) сохранилась власть Габсбургов — как и над остальными Южными Нидерландами. В 1794 году Южные Нидерланды были заняты войсками революционной Франции, после чего на юге бывшего Королевского Брабанта (с присоединением округа города Халле и некоторых других территорий) был создан департамент Диль (префектура — Брюссель).

## История
Согласно Парижскому миру (1814) и решениям Венского конгресса (1815) вся территория бывшего герцогства вошла в состав Объединённого королевства Нидерландов и была разделена на 3 провинции: Северный Брабант, Антверпен и Южный Брабант (который в целом территориально совпадал с бывшим департаментом Диль). Южный Брабант (административный центр — Брюссель) стал в 1830 году очагом Бельгийской революции, которая привела к появлению королевства Бельгия (Южный Брабант и Антверпен составили ядро нового государства, а Северный Брабант остался в Нидерландах). Южный Брабант был переименован бельгийскими властями в провинцию Брабант.
В 1962 году, при создании бельгийской языковой границы, Брабант оказался единственной провинцией в стране, которую (после передачи франкоязычных муниципалитетов Мускрон и Комин-Варнетон из Западной Фландрии в Эно, а нидерландоязычного Вурена — из Льежа в Лимбург) эта граница пересекала. В 1989 году был создан Брюссельский столичный регион, однако он оставался частью провинции Брабант. С 1 января 1995 года в рамках процесса федерализации Бельгии провинция Брабант была разделена на три части:
- франкоязычную провинцию Валлонский Брабант (административный центр — Вавр),
- нидерландоязычную провинцию Фламандский Брабант (административный центр — Лёвен) и
- двуязычный Брюссельский столичный регион.

## Демография
Динамика населения (тыс. жителей):

По данным бельгийского Национального института статистики:
- 1806—1970 годы — по результатам переписей,
- 1980 и 1990 годы — оценка численности населения на 1 января,
- 1994 год — оценка численности населения на 31 декабря.

Для сравнения: в январе 2011 года на этой территории (оба Брабанта и Брюссельский регион) проживало 2 621 275 человек.